# تارو كيمورا
تارو كيمورا (بالكانا:きむら たろう) هو سياسي ياباني، ولد في 20 يوليو 1965 في اليابان، وتوفي بنفس المكان في 25 يوليو 2017. حزبياً، نشط في الحزب الليبرالي الديمقراطي الياباني وحزب الآفاق الجديدة. انتخب عضو مجلس النواب من اليابان عن دائرة Aomori 4th district ‏ (1996 – 2017).

## وصلات خارجية
- الموقع الرسمي